# Hyalopomatus mironovi
Hyalopomatus mironovi är en ringmaskart som beskrevs av Kupriyanova 1993. Hyalopomatus mironovi ingår i släktet Hyalopomatus och familjen Serpulidae. Inga underarter finns listade i Catalogue of Life.